# Postamt (Dallgow-Döberitz)

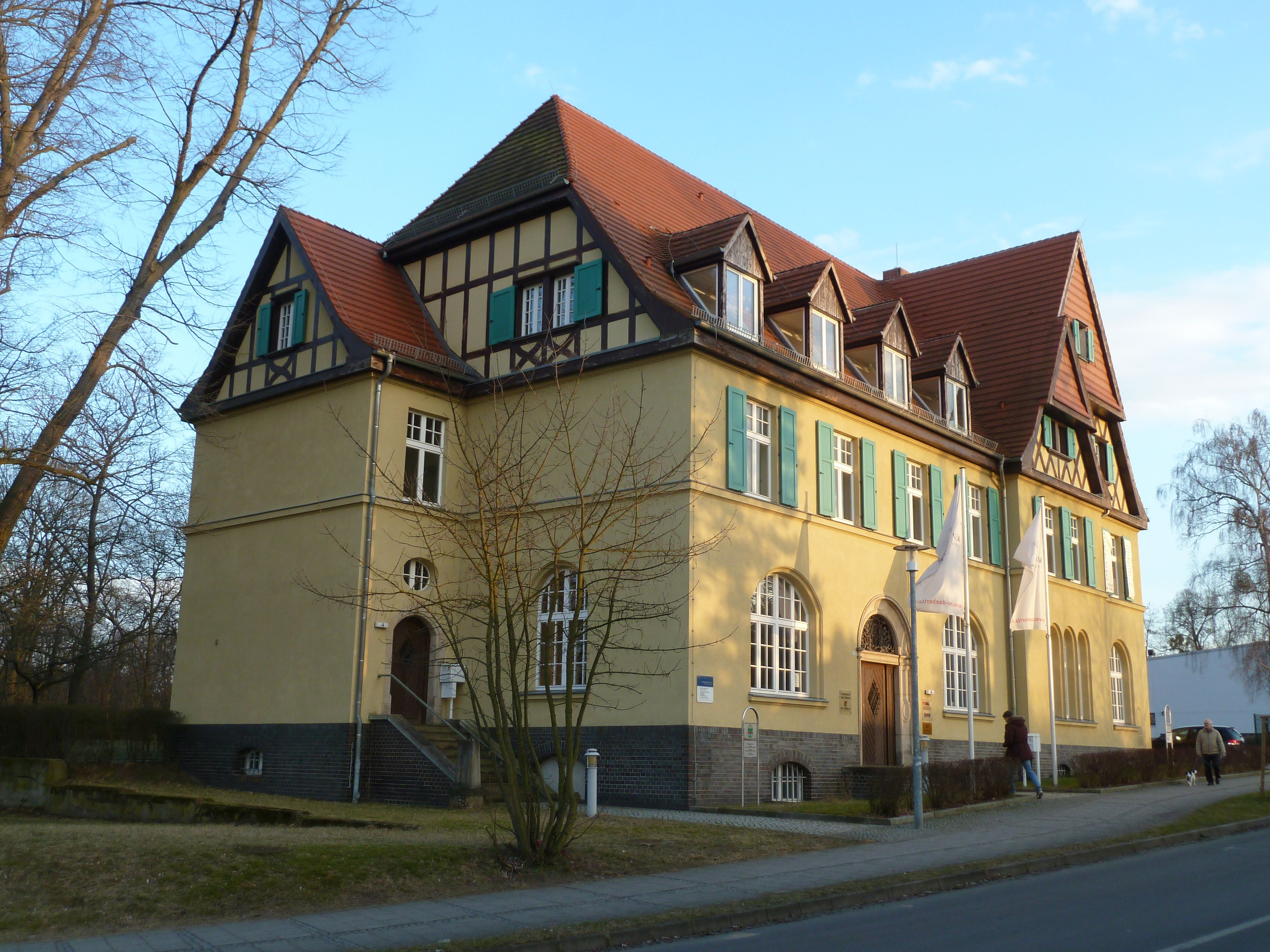
Dallgow-Döberitz, Postamt

Das Postamt in Dallgow-Döberitz in Brandenburg, Wilhelmstraße 4, ist ein Gebäude, das zwischen 1916 und 1918 erbaut wurde und zur Versorgung des nahegelegenen Truppenübungsplatzes in der Döberitzer Heide diente.
Es steht seit Februar 1997 unter Denkmalschutz. Das Bauwerk ist ein traufständiger zweigeschossiger Putzbau in historisierenden Formen mit einem hohen Satteldach und Klinkersockel.
Heute ist das Gebäude vermietet; es befinden sich hier Gewerbebetriebe medizinischer Art und eine Zweigstelle der öffentlich getragenen Landesentwicklungsgesellschaft Brandenburg.